# Renato Serio
Renato Serio (ur. 5 października 1946 w Lukce, zm. 4 listopada 2024 w Rzymie) – włoski kompozytor, dyrygent i aranżer.

## Życiorys
Renato Serio urodził się w Lukce, gdzie ukończył naukę gry na fortepianie, kompozycji i dyrygentury oraz po ukończonym Konserwatorium Giuseppe Verdiego w Mediolanie, rozpoczął pracę jako aranżer muzyki rozrywkowej, potem komponował muzykę do piosenek, następnie komponował muzykę filmową oraz do produkcji telewizyjnych. Był impresario polskiej piosenkarki – Anny German podczas jej kariery we Włoszech.
27 sierpnia 1967 roku wracając wraz z Anna German z koncertu, zasnął za kierownicą na Autostradzie Słońca na trasie Forlì – Mediolan prowadząc samochód z dużą prędkością, w wyniku czego ulegli wypadkowi samochodowemu, uderzając pojazd o betonowy płot, w wyniku czego Anna German wypadła z niego przez przednią szybę. Renato Serio doznał jedynie złamań ręki i nogi, natomiast Anna German doznała wiele złamań, obrażeń wewnętrznych, w wyniku czego jej powrót do zdrowia trwał trzy lata.
W 1971 roku przeprowadził się do Rzymu, gdzie poświęcił się komponowaniu i aranżacji ścieżek dźwiękowych, współpracując z m.in. Armando Trovajolim, Rizem Ortolanim, tworząc muzykę do filmów takich jak: Perfumy kobiety (1974, reż. Dino Risi), Szczególny dzień (1977, reż. Ettore Scola). Natomiast na polu teatralnym pisze aranżacje muzyczne do komedii wyprodukowanych przez rzymski Teatr Sistine takich jak m.in.: Dodaj miejsce przy stole, Ale na szczęście jest muzyka, Włączamy lampę, Błogosławiony jesteś pod kierunkiem Pietro Garineiego.
Od 1977 roku zaczął również aranżować muzykę do programów telewizyjnych w stacji Rai 1 takich jak m.in.: Piccolo Slam, Stasera niente di nuovo, Serata d'onore. W 1982 roku rozpoczął współpracę z Renato Zero, z którym napisał i zaaranżował wiele piosenek, w 1983 roku współpracował z Francesco De Gregorim, aranżując i prowadząc orkiestrę smyczkową w EP pt. La donna cannone.
Współpracował z takimi artystami, jak m.in.: B.B. King, Dionne Warwick, Tom Jones, Bryan Adams, John Denver, Adriano Celentano, The Corrs, The Manhattan Transfer, Andrea Bocelli, Sarah Brightman, Lucio Dalla, Randy Crawford, Laura Pausini, Miriam Makeba, Riccardo Cocciante, Renato Zero, Anggun, Gianni Morandi, Dee Dee Bridgewater, Gino Vannelli, Antonello Venditti, Angelo Branduardi, Mia Martini, Jennifer Paige, Amedeo Minghi. Od wielu lat kieruje Koncertem Bożonarodzeniowym w Audytorium Watykańskim.
W 1994 roku napisał aranżację hymnu partii politycznej Forza Italia, do którego tekst napisał założyciel partii – Silvio Berlusconi. Jesienią 2000 roku był reżyserem orkiestry i zaaranżował piosenki do programu telewizyjnego Tutti gli Zeri del mondo emitowanego w stacji Rai 1, prowadzonego przez Renato Zero. Był dyrektorem muzycznym podczas Festiwalu Piosenki Włoskiej w San Remo (2005, 2006). W 2006 roku wydał płytę pt. Viaggio nel Regno dei Beatles, w której przerobił najpopularniejsze utwory tego zespołu w tonacji symfonicznej, przy współpracy ze swoją orkiestrą symfoniczną Innovative Symphonic Orchestra, która charakteryzowała się połączeniem instrumentów akustycznych i elektronicznych.
W 2009 roku zaaranżował muzykę do spektaklu pt. S.P.A solo per amore Loretty Goggi pod kierunkiem choreografa Gianniego Brezzy. W 2010 roku dyrygował orkiestrą na Festiwalu Piosenki Włoskiej w San Remo 2010 podczas występów Pupo, księcia Emanuela Filiberta oraz Luki Canoniciego, który zajął 2. miejsce oraz dyrygował orkiestrą Nova Amadeus w musicalu pt. I promessi sposi - Opera moderna, a w 2011 roku skomponował muzykę do musicalu pt. Secrets of the Sea pod kierunkiem Gino Landiego, do którego scenariusz napisał Luca Gregori.
Zmarł w Rzymie 4 listopada 2024 po długiej chorobie.

## Dyskografia

### Albumy
- 1972: Via Col Tempo
- 1974: Bello Come Un Arcangelo
- 1980: Game
- 2006: Viaggio nel Regno dei Beatles
- 2017: L’Uomo Puma

### Kompilacje
- 1999: (Italian Girls Like) Ear Catching Melodies
- 2001: Innocenza & Turbamento/Testa In Giù, Gambe In Aria
- 2001: Mo'Plen 4000: Glamorous Boogie Grooves for a Fashion Lifestyle

## Filmografia

### Kompozytor
- 1972: Testa in giù, gambe in aria
- 1974: Innocenza e turbamento
- 1974: Pasqualino Cammarata... capitano di fregata
- 1974: Bello come un arcangelo
- 1974: Perfumy kobiety
- 1976: Oh, mia bella matrigna
- 1977: Il ginecologo della mutua
- 1977: Kakkientruppen
- 1977: Szczególny dzień
- 1979: Savana: Violenza carnale (jako El Macho)
- 1980: Człowiek - puma
- 1981: Las mujeres de Jeremías
- 1982: Mademoiselle
- 1982: Jugando con la muerte
- 1982: Alone in the Dark
- 1988: The Third Solution (Russicum – I giorni del diavolo)
- 1988: Gli invisibili
- 1993: Prigioniera di una vendetta (4 odcinki)
- 1994: Córka maharadży (3 odcinki)

### Dział muzyczny
- 1974: Pasqualino Cammarata... capitano di fregata (dyrygent)
- 1974: Commissariato di notturna (dyrygent)
- 1978: Amore amaro (kompozytor: "Amore Amaro", "Tema a Renata")
- 1980: Człowiek - puma (dyrygent)
- 1981: St. Helens (aranżer)
- 1981: Las muñecas del King Kong
- 1985–1987: Fantastico (1985 – dyrektor orkiestry, 1987 – dyrektor muzyczny (1 odcinek))
- 1987: Little Roma (8 odcinków)
- 1990: Kapitan Fracasse (dyrygent)
- 1994: Córka maharadży (dyrygent – 3 odcinki)